# Soyuz TMA-04M
Soyuz TMA-04M foi uma missão espacial à Estação Espacial Internacional e 113ª missão de uma nave russa Soyuz. Ela foi lançada em 15 de maio de 2012 do Cosmódromo de Baikonur, levando três cosmonautas para integrarem a Expedição 31 e 32, missões de longa duração na estação. Foi a quarta viagem da moderna nave tipo TMA-M, substituta das antigas Soyuz-TMA.
A nave permaneceu acoplada à estação por quatro meses para servir como veículo de escape em caso de emergência, retornando à Terra em 17 de setembro de 2012, pousando com a tripulação no Casaquistão.

## Tripulação
| Posição             | Astronauta      |
| ------------------- | --------------- |
| Comandante          | Gennady Padalka |
| Engenheiro de voo 1 | Sergei Revin    |
| Engenheiro de voo 2 | Joseph Acaba    |

## Parâmetros da Missão
- Massa: 7.200 kg
- Perigeu: 392 km
- Apogeu: 406 km
- Inclinação: 51,60°
- Período orbital: 92,50 minutos

## Insígnia da missão
Esta foi a primeira insígnia criada desde dezembro de 2008 sem ser inspirada num desenho infantil. Durante quatro anos a Roskosmos promoveu um concurso entre crianças de escolas russas que apresentavam um desenho para estes emblemas e o vencedor servia de base para a insígnia final, com o nome da criança sendo creditado junto a ela.
O emblema da TMA-04M foi criado pelo artista holandês Luc van den Abeelen, a partir de sugestões da tripulação da espaçonave. Ele mostra a Terra coroada pelo navio-explorador russo Nadezhda, que fez uma viagem de exploração ao redor do mundo entre 1803 e 1806, com a nave à sua frente. O emblema é emoldurado por um anel, inspirado em uma  bússola, indicando os quatro pontos cardeais, e em instrumentos como o sextante e o astrolábio.

## Lançamento e acoplagem
A nave foi lançada de Baikonur, no Casaquistão, às 09:01 (hora local) de 15 de maio de 2012 e acoplou-se na ISS às 4:36 UTC de 17 de maio, depois de dois dias em órbita terrestre baixa de aproximação, ligando-se à estação através do módulo Poisk.

## Retorno
Depois de quatro meses em órbita, um total de 124 dias, e após a transferência de comando da Expedição 32 para a Expedição 33, feita no módulo Destiny, a Soyuz desacoplou-se da ISS às 23:09 UTC de 16 de setembro, iniciando sua viagem de volta com Padalka, Revin e Akaba. O pouso ocorreu às 02:53 UTC do dia 17, 08:53 hora local, nas estepes do Casaquistão, com a espaçonave disparando seus motores de freio pouco antes de tocar o solo, 80 km a nordeste da cidade de Arkalyk. Toda a aproximação do solo e pouso da nave foi transmitido ao vivo pela televisão russa.

## Galeria

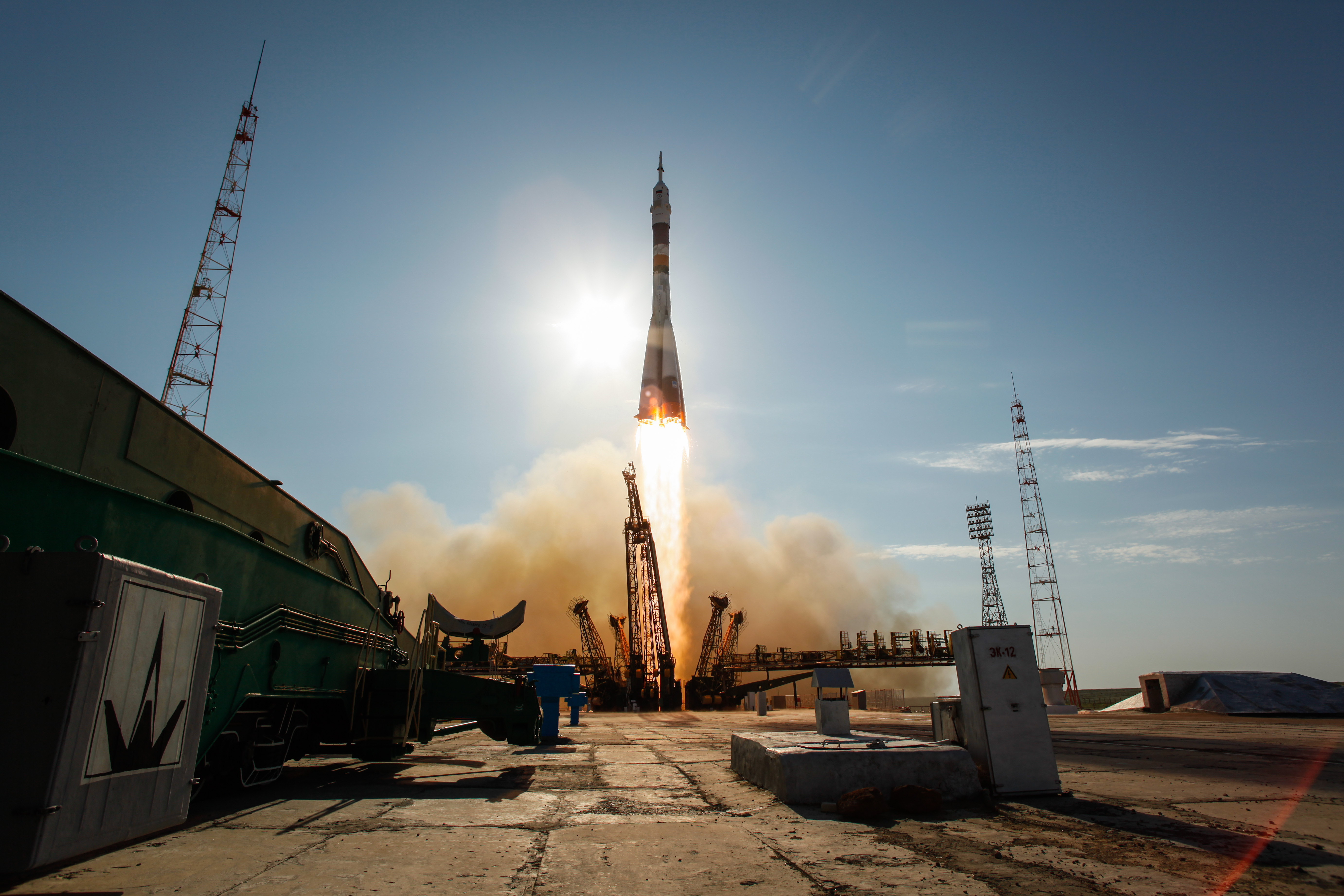
O lançamento da espaçonave em 15 de maio de 2012.
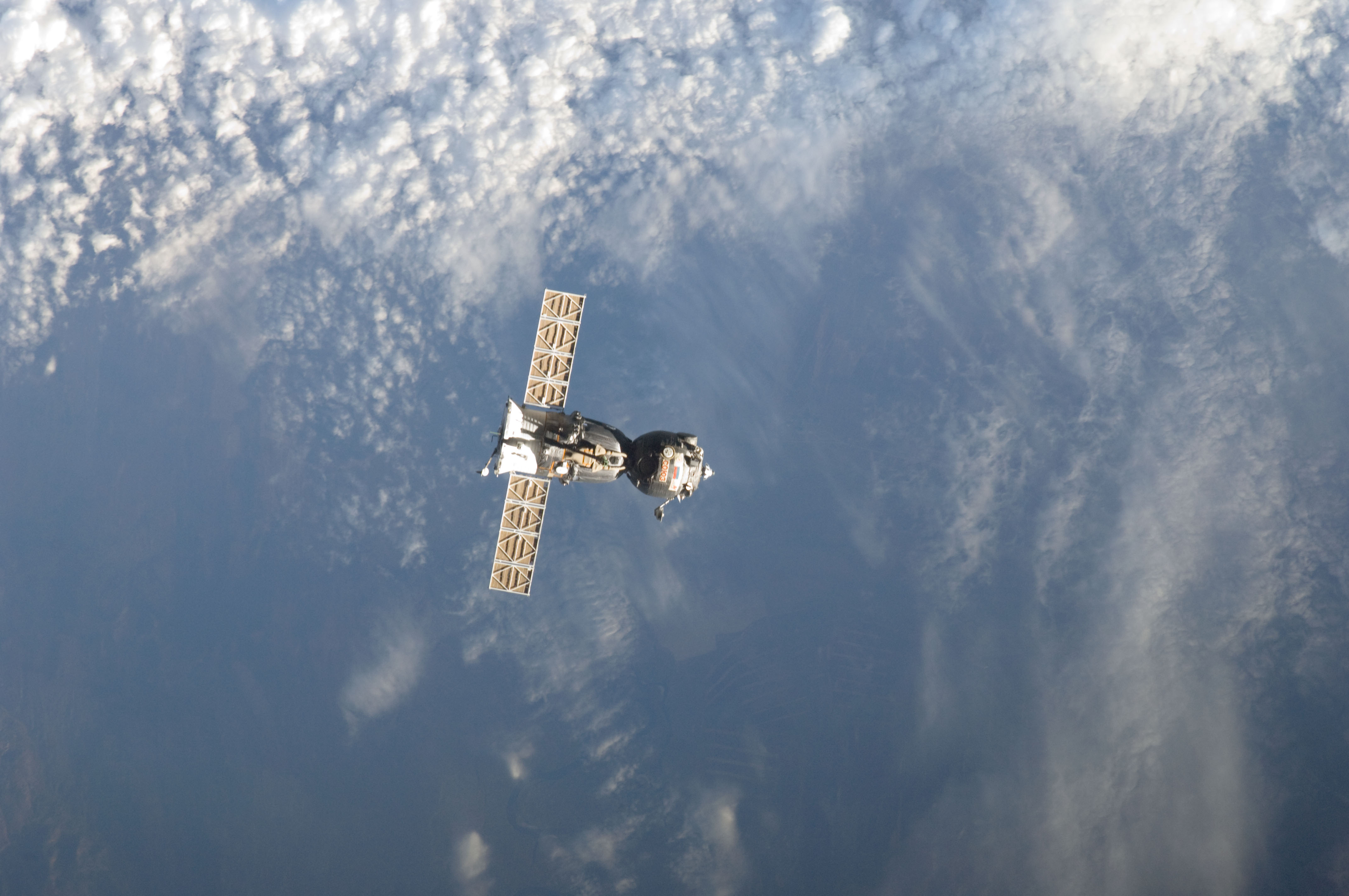
A nave deixa a ISS de volta à Terra.
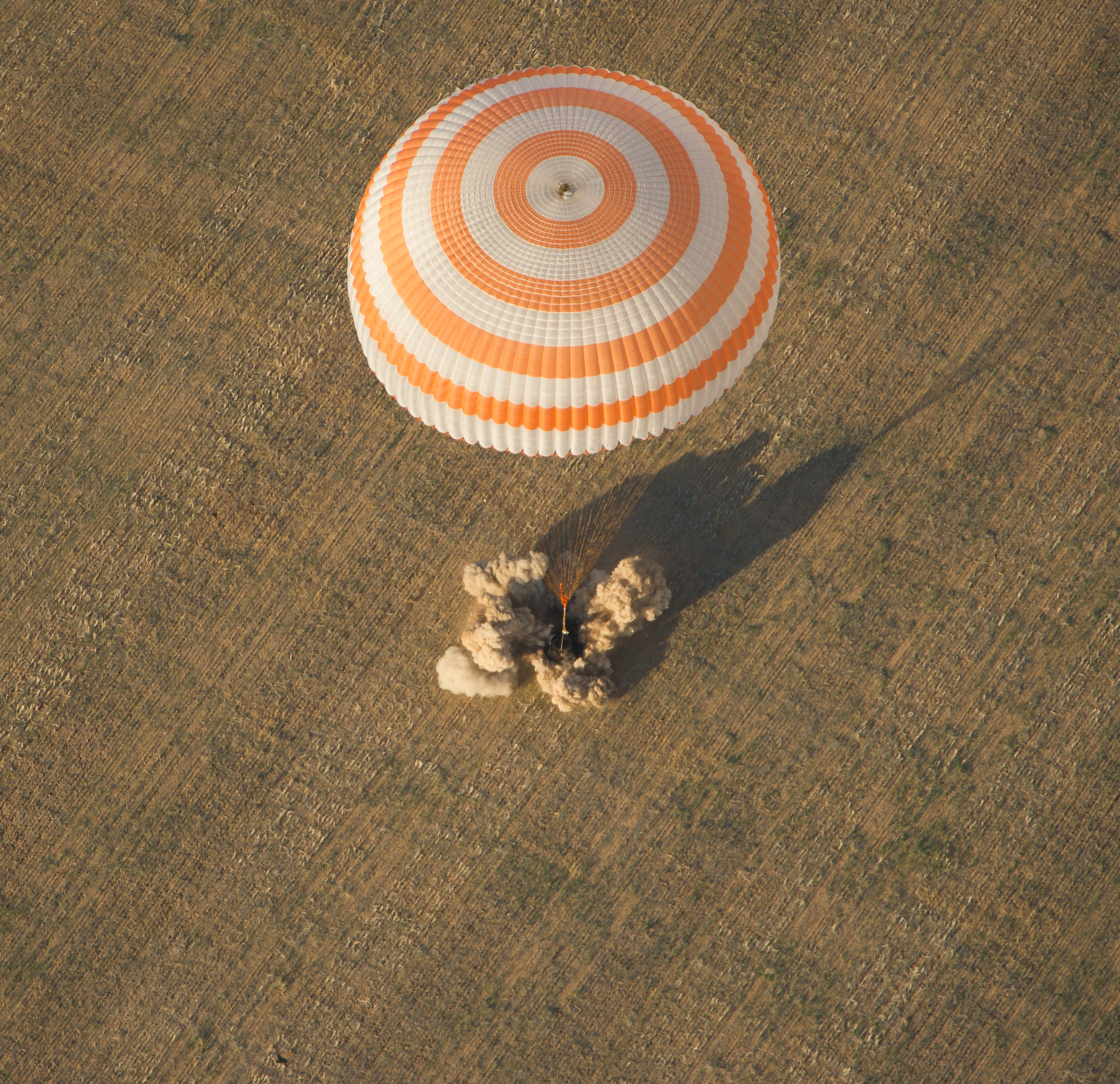
A TMA-04M pousa no Casaquistão.
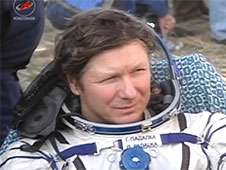
O comandante Padalka logo após a aterrissagem.
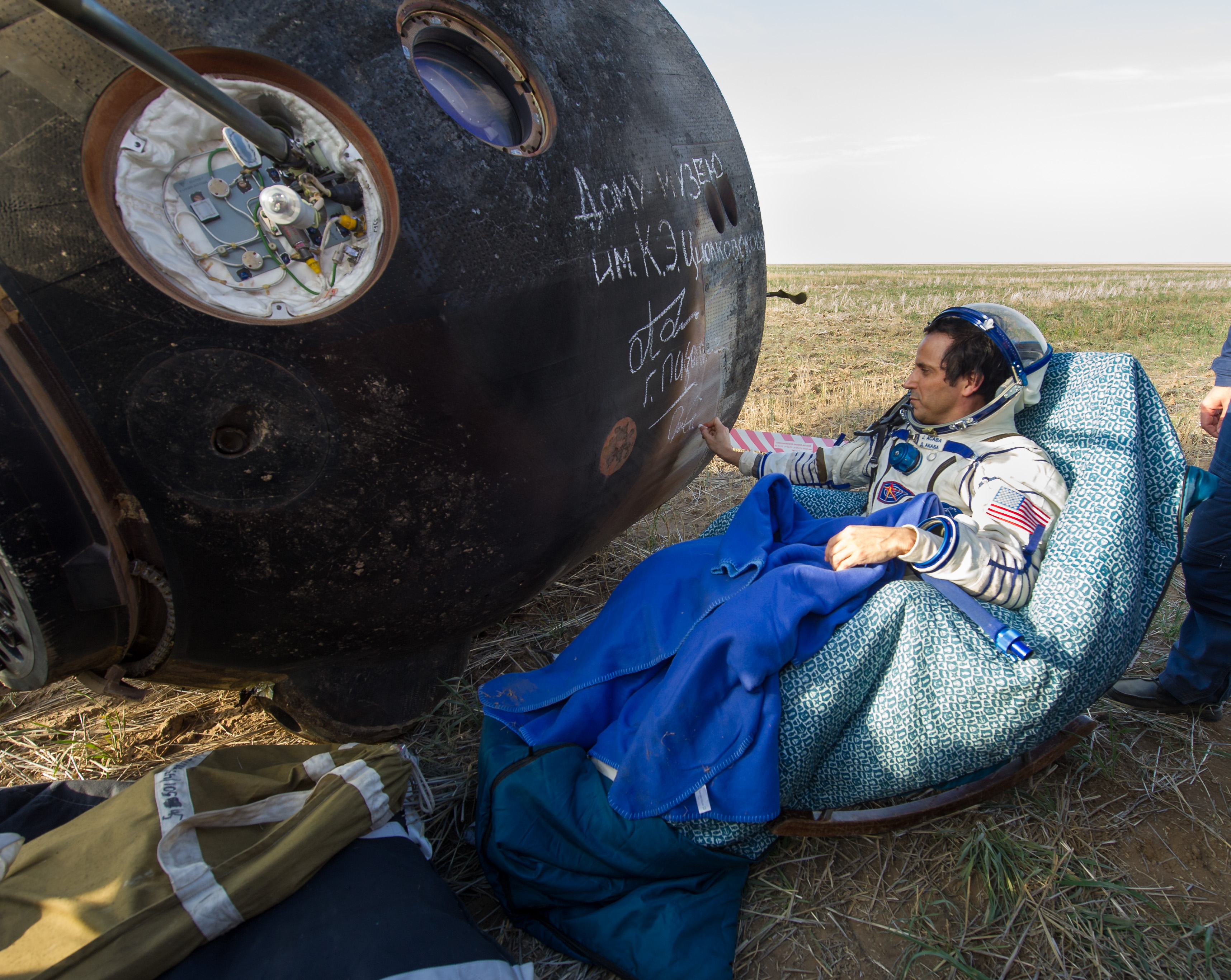
Joe Acaba assina a lateral da cápsula enegrecida pela combustão na reentrada da atmosfera.